# Карамања Пјемонте
Карамања Пјемонте (итал. Caramagna Piemonte) је насеље у Италији у округу Кунео, региону Пијемонт.
Према процени из 2011. у насељу је живело 2464 становника. Насеље се налази на надморској висини од 256 м.

## Становништво
| 1936. | 1951. | 1961. | 1971. | 1981. | 1991. | 2001. | 2011. |
| ----- | ----- | ----- | ----- | ----- | ----- | ----- | ----- |
| 2.312 | 2.090 | 2.011 | 2.114 | 2.216 | 2.406 | 2.670 | 1.971 |